# Le Livre de la jungle (jeu vidéo)
Pour les articles homonymes, voir Le Livre de la jungle (homonymie).
Le Livre de la jungle (ou Walt Disney's The Jungle Book) est un jeu vidéo de plate-forme de David Perry pour Virgin Interactive, sorti sur Mega Drive, Super Nintendo, DOS, Windows, Master System, Game Gear et NES en 1994, d'après le film Le Livre de la jungle de Disney, sorti 27 ans plus tôt.
Le style qui fera le succès de David Perry sur les consoles 16 bits est déjà reconnaissable (voir aussi Global Gladiators, Cool Spot, Earthworm Jim et Aladdin) : les critiques ont souligné que l'animation est très réussie, fine et en avance sur son temps (le rendu est plus proche d'un dessin animé que d'un jeu vidéo de cette époque), les graphismes sont soignés.

## Système de jeu
Le joueur dirige Mowgli dans un jeu de plate forme 2D classique.

## Équipe de développement
- Production : Robb Alvey
- Assistant de production : David Fries
- Producteur exécutif : Neil Young[1]
- Game Design : Bill Anderson, Erik Yeo, David Perry, Robb Alvey, Julian Rignall, David Bishop
- Animation : Michael Francis Dietz, Edward Schofield, Douglas TenNapel, Shawn McLean, Roger Hardy, Clark Sorenson, Jeff Etter, Allyn Welty, Dean Ruggles, Robert Steele, David Simmons
- Décors : Lin Shen, Christian Laursen, Nick Bruty
- Musique et effets sonores : Tommy Tallarico